# Europeada
L'Europeada est une compétition européenne de football, réservée aux sélections sportives des minorités linguistiques d'Europe et organisée par l'Union fédéraliste des communautés ethniques européennes (Föderalistische Union Europäischer Volksgruppen (FUEV) en allemand), en collaboration avec la minorité qui accueille l'édition du championnat. Actuellement l'UFCE détient 40 membres. Il se déroule tous les quatre ans, alternant les années paires. Sa première édition se tient en 2008.
L'actuel tenant du titre est la sélection des Frioulans, vainqueur de l'édition 2024.

## Histoire

### Domination du Tyrol du Sud 2008 à 2022

#### Europeada 2008
La Suisse organise la première édition de l'Europeada grâce à sa diversité linguistique qui comporte quatre régions culturelles et possède donc quatre langues nationales : l'allemand, le français, l'italien et le romanche,. Le tournoi débute le 31 mai et se termine le 7 juin. L'équipe du Tyrol du Sud devint la première championne de l'Europeada en battant en finale les Croates de Serbie (1-0),,,.

#### Europeada 2012
Cette édition a eu lieu du 16 au 24 juin 2012,, dans la région allemande de Haute Lusace, sous le patronage du ministre-président du Land de Saxe, Stanislaw Tillich. L'organisateur de cette édition était la Domowina, l'organisation culturelle regroupant les associations et organismes sorabes basés à Bautzen en Lusace. Le tirage au sort des groupes a eu lieu le 1er décembre 2011 dans les locaux de la représentation du Land de Saxe à Berlin. 19 équipes, réparties en 5 groupes, ont participé aux phases préliminaires. Tandis que les organisateurs de cette édition 2012 ont été éliminés en quart de finale, les slovénophones de Carinthie, les Roms de Hongrie, les germanophones du Tyrol du Sud et les croatophones de Serbie ont accédé aux demi-finales. Les partenaires et sponsors de cette édition étaient, entre autres, l'État libre de Saxe, le club de football de Lusace de l'Ouest (Westlausitzer Fußball Verband e.V.), le ministère fédéral de l'Intérieur de l'Allemagne et l'entreprise de production et de distribution d'électricité Vattenfall Europe. Le partenaire média était la Mitteldeutscher Rundfunk. Les matches de cette édition ont été joués à Crostwitz, Nebelschütz, Neschwitz, Panschwitz-Kuckau, Radibor, Ralbitz et Wittichenau. La finale s'est jouée au stade « Müllerwiese » à Bautzen et a vu la victoire 3-1 de l'équipe de la minorité germanophone du Tyrol du Sud, déjà vainqueur en 2008, opposée en finale à l'équipe de la minorité rom de Hongrie. Avant cela, les Tyroliens du Sud avaient battu les finalistes de 2008, les croatophones de Serbie en demi-finale 4-0,.

#### Europeada 2016
Le championnat d'Europe de football est réservée aux sélections sportives des minorités linguistiques d'Europe et organisée par l'Union fédéraliste des communautés ethniques européennes, cette édition est la troisième. Le 14 décembre 2015, le tirage au sort des groupes sont tirer dans la vallée de Val Pusteria et Val Badia, au Tyrol du sud, encadrés par des représentants des associations et des équipes. En 2016, le tournoi se tiendra dans le Tyrol du Sud. Pour la première fois, 24 équipes masculines participeront au championnat, répartis en six groupes de quatre. De plus, un tournoi pour six équipes féminines est organisé,, répartis dans deux groupes de trois. Il est organisé par les Tyroliens germanophones et les Ladins. L'Europeada 2016 aura lieu du 18 au 26 juin sur huit sites de jeu dans la vallée de Val Pusteria et Val Badia,. Le slogan de l'europeada 2016 est choisi par le comité d'organisation. Le slogan est composer de 3 mots : "Diversité, Conscience et Respect" en anglais : "Diversity.Awareness.Respect". Trois équipes du tournoi sont membres de la ConIFA, il s’agit de l’Île de Man, de l'Occitanie et de la Haute Hongrie. L'équipe du Tyrol du sud remporte son troisième titre après avoir gagné l'édition 2008 et 2012,,.
L'équipe féminine du Tyrol du sud remporte son premier titre en battant en finale l'Occitanie,,.

#### Europeada 2022
La ville de Åbenrå se trouvant au sud du Danemark et la ville de Flensbourg se trouvant en Allemagne bordant la frontière avec le Danemark souhaite co-organiser la quatrième édition de l'europeada.
Les lieux sont choisis par rapport à l'histoire commune des deux villes et régions, il y a 100 ans un référendum fut proposé à la population danoise et allemande pour la création de la frontière germano-danoise. Le comité de l'Union fédéraliste des communautés ethniques européennes a choisi l'Autriche dans la région de Carinthie pour la quatrième édition de l'Europeada masculine et la seconde édition féminine,,,.  Le Président d'Autriche Alexander Van der Bellen est invité à l'europeada en juin 2020. Initialement dénommé Europeada 2020 car le championnat était planifié pour se dérouler du 20 juin au 28 juin 2020, mais en raison de la pandémie de COVID-19, l'Europeada est repoussé en conséquence à l'été 2022, du 19 juin au 27 juin. Finalement la compétition à lieu en Autriche, le tournoi masculin est remporté pour la quatrième fois par le Tyrol du Sud face à la sélection des Slovènes de Carinthie, sur un score de 1 à 0. Le tournoi féminin est remporté par les Slovènes de Carinthie contre le Tyrol du Sud pendant les tirs au but
0-0 (4-2).

### Début des Frioulans et premier titre

#### Europeada 2024
Le tournoi Europeada 2024 est la 5e édition de la Coupe d'Europe de football regroupant des minorités linguistiques. Pour la première fois, la compétition est organisée par deux pays le Danemark et l'Allemagne,. Les matchs se joueront à la frontière dano-allemande dans la partie du Schleswig du Nord (Danemark) et le Schleswig du Sud (Allemagne). Le vice-chancelier allemand Robert Habeck et Stephanie Lose, ministre des Affaires économiques danoise par intérim, assumeront le parrainage de la compétition,. La cinquième édition est remportée par la sélection des Frioulans contre l'équipe d'Occitanie sur un score de 2 à 0. La sélection féminine du Tyrol du Sud remporte pour la deuxième fois le tournoi féminin en battant Frise-du-Nord sur un score de 11 à 1,,,,.

#### Europeada 2028
Le tournoi Europeada 2028 est la 6e édition de la Coupe d'Europe de football regroupant des minorités linguistiques. Pour la seconde fois, la compétition est organisée en Italie, dans la région autonome de l'Italie du Frioul-Vénétie Julienne du 25 juin au 2 juillet 2028,,,,,,.

## Palmarès par édition de l'Europeada

### Palmarès Masculin
Bilan de l'Europeada
| Édition | Année | Lieu               | Organisateur                    | Finale           | Finale | Finale                | Match pour la 3e place | Match pour la 3e place | Match pour la 3e place |
| Édition | Année | Lieu               | Organisateur                    | Vainqueur        | Score  | Finaliste             | 3e place               | Score                  | 4e place               |
| ------- | ----- | ------------------ | ------------------------------- | ---------------- | ------ | --------------------- | ---------------------- | ---------------------- | ---------------------- |
| 1re     | 2008  | Suisse             | Canton des Grisons              | Tyrol du Sud     | 1 - 0  | Croates de Serbie     | Roms de Hongrie        | 9 - 0                  | Danois d’Allemagne     |
| 2e      | 2012  | Allemagne          | Lusace                          | Tyrol du Sud (2) | 3 - 1  | Roms de Hongrie       | Croates de Serbie      | 1 - 0                  | Slovènes de Carinthie  |
| 3e      | 2016  | Italie             | Tyrol du Sud                    | Tyrol du Sud (3) | 2 - 1  | Occitanie             | Slovènes de Carinthie  | 2 - 0                  | Haute-Hongrie          |
| 4e      | 2022  | Autriche           | Carinthie                       | Tyrol du Sud (4) | 1 - 0  | Slovènes de Carinthie | Sorabes                | -                      | Allemands de Pologne   |
| 5e      | 2024  | Danemark Allemagne | Nord-Schleswig Schleswig du Sud | Frioulans        | 2 - 0  | Occitanie             | Slovènes de Carinthie  | -                      | Danois d’Allemagne     |
| 6e      | 2028  | Italie             | Frioul-Vénétie Julienne         |                  | -      |                       |                        | -                      |                        |

### Palmarès Féminin
Bilan de l'Europeada
| Édition | Année | Lieu               | Organisateur                    | Finale                | Finale           | Finale        | Match pour la 3e place | Match pour la 3e place | Match pour la 3e place |
| Édition | Année | Lieu               | Organisateur                    | Vainqueur             | Score            | Finaliste     | 3e place               | Score                  | 4e place               |
| ------- | ----- | ------------------ | ------------------------------- | --------------------- | ---------------- | ------------- | ---------------------- | ---------------------- | ---------------------- |
| 1re     | 2016  | Italie             | Tyrol du Sud                    | Tyrol du Sud          | 3 - 2            | Occitanie     | Russes d'Allemagne     | 0 - 0 (tab: 3-2)       | Ladin                  |
| 2e      | 2022  | Autriche           | Carinthie                       | Slovènes de Carinthie | 0 - 0 (tab: 4-2) | Tyrol du Sud  | Ladin                  | 3 - 0                  | Ligue romanche         |
| 3e      | 2024  | Danemark Allemagne | Nord-Schleswig Schleswig du Sud | Tyrol du Sud (2)      | 11 - 1           | Frise-du-Nord | Danois d’Allemagne     | 2-2 (tab: 3-2)         | Slovènes de Carinthie  |
| 4e      | 2028  | Italie             | Frioul-Vénétie Julienne         |                       | -                |               |                        | -                      |                        |

## Statistiques et records

### Sélectionneurs et capitaines vainqueurs
| Année | Sélectionneur              | Capitaine        | Sélection masculine |
| ----- | -------------------------- | ---------------- | ------------------- |
| 2008  | Manfred Villgrater         | Roland Harrasser | Tyrol du Sud        |
| 2012  | Manfred Villgrater         | Roland Harrasser | Tyrol du Sud        |
| 2016  | Manfred Villgrater         | Roland Harrasser | Tyrol du Sud        |
| 2022  | Harald Kiem                | Hannes Kiem      | Tyrol du Sud        |
| 2024  | Mauro Lizzi Devid Trangoni | Nicola Tonizzo   | Frioulans           |
| 2028  |                            |                  |                     |

| Année | Sélectionneur      | Capitaine            | Sélection féminine    |
| ----- | ------------------ | -------------------- | --------------------- |
| 2016  | Ulrike Sanin       | Katrin Plankl (it)   | Tyrol du Sud          |
| 2022  | Christof Keuschnig | Alena Wieser         | Slovènes de Carinthie |
| 2024  | Denise Ferraris    | Eyke Kofler Margesin | Tyrol du Sud          |
| 2028  |                    |                      |                       |

### Meilleur buteur homme par édition
| Edition | Joueurs                             | Buts |
| ------- | ----------------------------------- | ---- |
| 2008    | ?                                   | ?    |
| 2012    | ?                                   | ?    |
| 2016    | MSH Róbert Furár                    | 7    |
| 2022    | Christian Rinza AP Sebastian Pączko | 6    |
| 2024    | MSH Norbert Kriska                  | 14   |
| 2028    |                                     |      |

### Meilleur buteur femme par édition
| Edition | Joueurs                     | Buts |
| ------- | --------------------------- | ---- |
| 2016    | Rose Lavaud Laurie Saulnier | 6    |
| 2022    | Anna Malle Anja Veratschnig | 7    |
| 2024    | Hannah Bielak               | 8    |
| 2028    |                             |      |

### Liste des buteurs en finale de l'Europeada

#### Buts en finale homme
| Buts | Joueur                  | Équipe          | Années | Adversaire            |
| ---- | ----------------------- | --------------- | ------ | --------------------- |
| 1    | Nicola Tonizzo          | Frioulans       | 2024   | Occitanie             |
| 1    | Francesco Costa         | Frioulans       | 2024   | Occitanie             |
| 1    | Jonas Clementi          | Tyrol du Sud    | 2022   | Slovènes de Carinthie |
| 1    | Elmar Haller            | Tyrol du Sud    | 2016   | Occitanie             |
| 1    | Thomas Piffrader        | Tyrol du Sud    | 2016   | Occitanie             |
| 1    | Brice Martinez          | Occitanie       | 2016   | Tyrol du Sud          |
| 1    | Theo Pamer              | Tyrol du Sud    | 2012   | Roms de Hongrie       |
| 1    | Peter Mair              | Tyrol du Sud    | 2012   | Roms de Hongrie       |
| 1    | Günther Fischer         | Tyrol du Sud    | 2012   | Roms de Hongrie       |
| 1    | Foulelfmeter Lakatos    | Roms de Hongrie | 2012   | Tyrol du Sud          |
| 1    | Thomas Bachlechner (en) | Tyrol du Sud    | 2008   | Croates de Serbie     |

#### Buts en finale féminin
| Buts | Joueur              | Équipe        | Années | Adversaire    |
| ---- | ------------------- | ------------- | ------ | ------------- |
| 5    | Hannah Bielak       | Tyrol du Sud  | 2024   | Frise-du-Nord |
| 3    | Sonja Kiem          | Tyrol du Sud  | 2024   | Frise-du-Nord |
| 2    | Alexandra Stockner  | Tyrol du Sud  | 2024   | Frise-du-Nord |
| 2    | Laurie Saulnier     | Occitanie     | 2016   | Tyrol du Sud  |
| 1    | Suna-Marie Lelonek  | Frise-du-Nord | 2024   | Tyrol du Sud  |
| 1    | Alexandra Gruber    | Tyrol du Sud  | 2024   | Frise-du-Nord |
| 1    | Nadine Nischler     | Tyrol du Sud  | 2016   | Occitanie     |
| 1    | Katrin Plankl (it)  | Tyrol du Sud  | 2016   | Occitanie     |
| 1    | Anna Katharina Peer | Tyrol du Sud  | 2016   | Occitanie     |